# Penelopina nigra
Penelopina nigra là một loài chim trong họ Cracidae. Nó được tìm thấy ở các vùng cao của El Salvador, Guatemala, Honduras, nam Mexico và Nicaragua. Môi trường sống tự nhiên là rừng núi ẩm nhiệt đới hoặc cận nhiệt đới. Số lượng loài đã giảm nhiều trong thời gian gần đây.